# أولاد علي (أولاد مسعود)
أولاد علي هو دُوَّار يقع بجماعة أولاد مسعود، إقليم قلعة السراغنة، جهة مراكش آسفي في المملكة المغربية. ينتمي الدوّار لمشيخة أولاد مسعود التي تضم 6 دواوير. يقدر عدد سكانه بـ 580 نسمة حسب الإحصاء الرسمي للسكان والسكنى لسنة 2004.

## روابط خارجية
- البوابة الوطنية للجماعات الترابية
- المندوبية السامية للتخطيط